# American Inventor
American Inventor é um talent show, que se baseia na busca do melhor inventor estadunidense. Foi criado e desenvolvido pelos mesmo por trás do American Idol. O programa foi primeiramente transmitido pelo canal americano ABC, estreando no dia 16 de março de 2006. Janusz Liberkowski, com a invenção chamada Anecia Safety Capsule (uma capsula de segurança para bebês a ser utilizada no banco traseiro do carro), foi declarado o vencedor do primeiro American Inventor.

## Premissa
Apenas doze inventores e seus produtos foram selecionados no final, no meio de centenas de inventores julgados. Os jurados passaram por algumas das principais cidades dos E.U.A observando e julgando centenas de inventores. Os doze inventores semi-finalistas foram divididos em quatro grupos de três, cada episódio focava em um grupo dos quatro. Cada inventor recebeu  o valor de  $50.000 para fazer reparos e melhorias em seus inventos para se tornar finalista na fase seguinte. No programa final, os finalistaa tiveram 30 segundos de propaganda para demonstrar os seus produtos,e a votação foi decidida por meio de votação do público por telefone. O vencedor ganharia $1.000.000 como suporte financeiro e ajuda para encaminhar seu invento ao mercado americano.
No episódio final, foi anunciado que o programa teria uma segunda temporada, provavelmente com o mesmo estilo e jurados.

## Finalistas
- Francisco Patiño (Double Traction Bike)
- Erik Thompson (Receiver's Training Pole)
- Ed Hall (Word Ace)
- Janusz Liberkowski (Spherical Safety Seat) (Ganhador)

## No mundo
O programa vem sendo transmitido em todo mundo. Nos EUA foi transmitido originalmente pela ABC, no Canadá pela CH, e no Brasil e América Latina pelo Canal Sony Entertainment Television.